# Riccardo Scimeca
Riccardo „Riccy“ Scimeca (* 13. Juni 1965 in Leamington Spa) ist ein ehemaliger englischer Fußballspieler. Als Abwehrspieler war er vor allem bekannt in der Premier League als Aktiver für Aston Villa, Leicester City und West Bromwich Albion. Dazu absolvierte er neun Länderspiele für die englische U-21-Auswahl.

## Sportlicher Werdegang

### Aston Villa
Riccardo Scimeca, der seinen Namen dem in Italien geborenen Vater verdankt, der wiederum im nahegelegenen Sheldon das Restaurant La Caverna betrieb, wurde bereits im Alter von zehn Jahren von den Fußballscouts von Aston Villa entdeckt. Er durchlief sämtliche Jugendabteilungen des Klubs und war zuletzt Teil eines zweijährigen Ausbildungsprogramms, bevor er im Alter von 18 Jahren seinen ersten Profivertrag bei den „Villans“ unterschrieb. Am 19. August 1995 debütierte er in der Premier League per Einwechslung gegen Manchester United. Die Partie wurde mit 3:1 gewonnen und im Nachhinein dadurch bekannt, dass TV-Experte Alan Hansen den „Red Devils“ aus Manchester vorhersagte, sie würden nur mit Kindern nichts gewinnen können („You can't win anything with kids“).
In den folgenden vier Jahren blieb Scimeca Ergänzungsspieler und somit der sportliche Durchbruch bei Aston Villa verwehrt, was vor allem daran lag, dass Trainer Brian Little erfahrene Kräfte bevorzugte, anstatt jungen Spielern eine Chance zu geben. Letztlich absolvierte er 90 Pflichtspiele in vier Jahren, wobei er als Abwehrspieler mit Nationalspielern wie Paul McGrath, Steve Staunton, Gareth Southgate und Ugo Ehiogu konkurrierte. Dazu hatte er zwischen 1995 und 1997 insgesamt neun Länderspiele für die englische U-21-Auswahl betritten und im Duell mit Italien sein Team als Kapitän aufs Feld geführt. Um auch im Klubfußball Fortschritte zu machen, akzeptierte er im Juli 1999 einen Wechsel eine Spielklasse tiefer zu Nottingham Forest, das 2,5 Millionen Pfund als Ablösesumme investierte.

### Nottingham Forest
Im Gegensatz zu der mit Routiniers gespickten Mannschaft von Aston Villa, war das von David Platt trainierte Team aus Nottingham relativ jung, mit wenigen erfahrenen „Stützpfeilern“ wie Chris Bart-Williams, Mark Crossley und Dave Beasant. Die Mannschaft war kurz zuvor aus der Premier League abgestiegen und Wunschvorstellungen bezüglich eines direkten Wiederaufstiegs waren schnell unrealistisch. In den vier Jahren im heimischen City Ground übernahm er bereits in seinem ersten Jahr nach dem Abgang von Steve Chettle die Kapitänsrolle. Zwar wurde er bereits im folgenden Jahr von Bart-Williams beerbt, aber Scimeca hatte sich stets als zuverlässiger Defensivspieler etabliert. Dabei bekleidete er verschiedene Rollen, darunter zumeist im zentralen Abwehrverbund und Mittelfeld, aber gelegentlich auch auf der rechten Seite als Außenverteidiger oder im rechten Mittelfeld. Nachdem ihm zuvor in der gesamten Karriere nur zwei Ligatore gelungen waren, traf er gleich viermal in der Zweitligasaison 2000/01 und bildete oft ein solides Innenverteidigerpaar mit dem Norweger Jon Olav Hjelde.
Als Nottingham in seiner letzten Spielzeit 2002/03 die Playoffs erreichte, hatte ihn der neue Trainer Paul Hart in die Rolle des defensiven Mittelfeldspieler in der Rautentaktik etabliert. In den Entscheidungsspielen verlor Nottingham jedoch bereits im Halbfinale und so entschied sich Scimeca nach Ende seiner Vertragslaufzeit zu einem ablösefreien Wechsel zu Leicester City, das ebenfalls in der zweiten Liga gespielt und den direkten Aufstieg als Vizemeister geschafft hatte.

### Leicester City & West Bromwich Alion
Der Aufenthalt in Leicester war nur von kurzer Dauer und nach nicht einmal einem Jahr suchte er sich nach dem Abstieg 2004 einen neuen Verein, was ihm per Vertragsklausel zugesichert worden war. Obwohl sich Leicesters Trainer Micky Adams offen für eine Weiterarbeit mit Scimeca ausgesprochen hatte, bevorzugte dieser in der Premier League zu verbleiben und schloss sich im Mai 2004 für 100.000 Pfund West Bromwich Albion an, das selbst in die höchste englische Spielklasse aufgestiegen war.
Scimeca war dabei die erste Verpflichtung on WBAs Trainer Gary Megson nach dem feststehenden Aufstieg. Dort blieb er 20 Monate und nach einem erfolgreichen Klassenerhalt 2005 fiel er in der folgenden Spielzeit 2005/06 unter Trainer Bryan Robson in der Hackordnung zurück. Nach gerade einmal drei Pflichtspielen wechselte er im Januar 2006 zum Zweitligistsen Cardiff City und folgte dabei weiteren Ex-WBA-Spielern wie Darren Purse und Jason Koumas in den Kader von Trainer Dave Jones.

### Karriereausklang
Im weiteren Verlauf des Jahres 2006 war Scimeca Schlüsselspieler in Cardiff und entwickelte darüber hinaus zeitweise ein Talent als Torjäger, was ihn selbst überraschte. Zurück warfen ihn zu Beginn der Saison 2007/08 Leistenprobleme, die er nach einem vergeblichen Comeback-Versuch operieren ließ. Dabei hatte er weiteres Pech, da er sich im Krankenhaus mit MRSA-Keimen infizierte, und somit auch im Dezember noch keine Rückkehr erfolgte. Das lang erwartete Comeback folgte dann am 19. Februar 2008, als er im FAW Premier Cup 45 Minuten gegen den AFC Newport County absolvierte, bevor er bis zum Ende der Saison 2007/08 noch elf weitere Pflichtspiele bestritt, zumeist per Einwechslung. Auch bei der 0:1-Finalniederlage des Vereins im FA Cup gegen den FC Portsmouth war er nicht dabei. Zur Spielzeit 2008/09 meldete er sich dann vollständig genesen und die Verletzung von Gavin Rae sorgte dafür, dass Scimeca wieder Stammkraft in der Mannschaft war. Der nächste Rückschlag ließ jedoch nicht lange auf sich warten, der in Form einer Knöchelverletzung während der Zweitrundenbegegegnung im Ligapokal gegen die Milton Keynes Dons auftrat. Nach einer dreimonatigen Zwangspause kehrte er zum walisischen Duell gegen Swansea City (2:2) kurz vor Spielende zurück, blieb aber für den Rest der Saison zumeist außen vor. In seiner letzten Profispielzeit 2009/10 absolvierte er am 23. September 2009 gegen Aston Villa im Ligapokal sein 400. Pflichtspiel. Als erneut die Leistenverletzung wieder aufbrach, verkündete Scimeca am 17. Dezember 2009 seinen Rücktritt als aktiver Spieler.
Dem Fußball blieb er fortan nur noch in seinem Heimatort Leamington treu und spielte dort für die Ü35-Mannschaft. Im April 2015 begann er, sich als Jugendtrainer bei Solihull Moors zu engagieren. Hauptberuflich arbeitet er mittlerweile im Immobiliensektor.